# 이항 (기업)
이항(EHang, 北京亿航创世科技有限公司, Guangzhou EHang Intelligent Technology Co. Ltd.)은 중국 광저우시에 본사를 둔 회사로 항공 영화 촬영, 사진 촬영, 비상 대응 및 조사 임무를 위해 중국에서 서비스를 시작한 자율 항공기(AAV) 및 승객 AAV를 개발 및 제조한다.

## 항공기
- Ghost
- Hexacopter
- EHang 184
- EHang 216
- Ehang 216-S

## 같이 보기
- 플라잉카